# Liste der Biografien/Mani
Liste der Biografien |
Portal Biografien |
Personensuche
# |
A |
B |
C |
D |
E |
F |
G |
H |
I |
J |
K |
L |
M |
N |
O |
P |
Q |
R |
S |
T |
U |
V |
W |
X |
Y |
Z |
?
 
Ma |
Mb |
Mc |
Md |
Me |
Mf |
Mg |
Mh |
Mi |
Mj |
Mk |
Ml |
Mm |
Mn |
Mo |
Mp |
Mq |
Mr |
Ms |
Mt |
Mu |
Mv |
Mw |
Mx |
My |
Mz
 
Maa |
Mab |
Mac |
Mad |
Mae |
Maf |
Mag |
Mah |
Mai |
Maj |
Mak |
Mal |
Mam |
Man |
Mao |
Map |
Maq |
Mar |
Mas |
Mat |
Mau |
Mav |
Maw |
Max |
May |
Maz
 
Mana |
Manb |
Manc |
Mand |
Mane |
Manf |
Mang |
Manh |
Mani |
Manj |
Mank |
Manl |
Mann |
Mano |
Manp |
Manq |
Manr |
Mans |
Mant |
Manu |
Manv |
Manw |
Many |
Manz
Die Liste der Biografien führt alle Personen auf, die in der deutschsprachigen Wikipedia einen Artikel haben. Dieses ist eine Teilliste mit 125 Einträgen von Personen, deren Namen mit den Buchstaben „Mani“ beginnt.

## Mani
- Mani (* 216), Stifter der Religion der Manichäer
- Mani II., jüdischer Gelehrter (Amoräer)
- Mani, Anna (1918–2001), indische Physikerin und Meteorologin
- Mani, Caroline (* 1987), französische Radrennfahrerin
- Mani, Curo (1918–1997), Schweizer Dichter
- Mani, Giuseppe (* 1936), italienischer Geistlicher, römisch-katholischer Erzbischof von Cagliari
- Mani, Hadizatou (* 1984), nigrische Abolitionistin
- Mani, Michèle (* 1983), kamerunische Fußballspielerin
- Mani, Myriam Léonie (* 1977), kamerunische Sprinterin
- Mani, Nikolaus (1920–2001), Schweizer Medizinhistoriker
- Mani, Nils (* 1992), Schweizer Skirennfahrer
- Mani, Sandro (* 2000), Schweizer Unihockeyspieler
- Mani, Seraina (* 1978), Schweizer Politikerin (Die Mitte)
- Mani, Simon (* 1969), fidschianischer Geistlicher, römisch-katholischer Bischof von Tarawa und Nauru
- Mani, Sunita (* 1986), US-amerikanische Schauspielerin, Tänzerin und Komikerin
- Mani, T. A. S. († 2020), indischer Perkussionist, Bandleader und Musikdozent

### Mania
- Mania, persische Statthalterin
- Mania, Astrid (* 1965), deutsche Kunsthistorikerin, Kunstkritikerin, Autorin, Übersetzerin und Hochschullehrerin
- Mania, Dietrich (* 1938), deutscher Archäologe, Geologe und Paläontologe
- Mania, Florian (* 1984), deutscher Schauspieler und Musiker
- Mania, Hubert (* 1954), deutscher Autor und Übersetzer
- Mania, Paul (1882–1935), deutscher Organist, Pianist, Komponist und Dirigent
- Mania, Sibylle (* 1967), deutsche Fotografin und Zeichnerin
- Mania, Ulrich, deutscher Klassischer Archäologe
- Maniaci, Michael (* 1976), US-amerikanischer Sänger (Countertenor, Sopran)
- Maniago, Claudio (* 1959), italienischer Geistlicher, römisch-katholischer Erzbischof von Catanzaro-Squillace
- Maniak, Wiesław (1938–1982), polnischer Leichtathlet
- Maniakh, Händler und Gesandter
- Manian (* 1978), deutscher DJ und Musikproduzent
- Maniar, Sudesh, singapurischer Diplomat
- Maniatis, Alexander, südafrikanischer Schauspieler und Synchronsprecher
- Maniatis, Georgios (* 1964), griechischer Radrennfahrer
- Maniatis, Ioannis (* 1986), griechischer Fußballspieler
- Maniatis, Tom (* 1943), US-amerikanischer Molekularbiologe

### Manib
- Maniban, François-Honoré de (1684–1743), Bischof von Mirepoix, Erzbischof von Bordeaux

### Manic
- Manić, Radivoje (* 1972), jugoslawischer bzw. serbischer Fußballspieler
- Manicera, Jorge (1938–2012), uruguayischer Fußballspieler
- Manich Jumsai (1908–2009), thailändischer Gelehrter und Pädagoge
- Maniche (* 1977), portugiesischer FußballspielerManiche (* 1977)

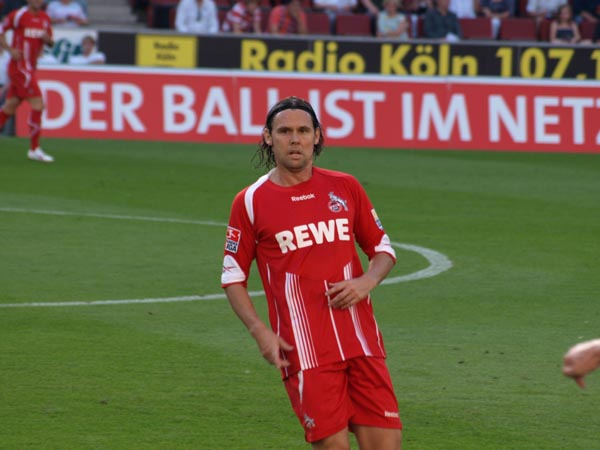
Maniche (* 1977)

- Manicke, Dietrich (1923–2013), deutscher Komponist und Musiktheoretiker
- Manickum, Dylan (* 1992), neuseeländisch-simbabwischer Fußballspieler
- Manicone, Antonio (* 1966), italienischer Fußballspieler und Co-Trainer der Schweizer Fussballnationalmannschaft der Männer

### Manie
- Manie, Christine (* 1984), kamerunische Fußballspielerin
- Maniema Krempin, Odette (1971–2016), kongolesische Honorarkonsulin in Frankfurt am Main
- Manier, Stefan (* 1970), deutscher Koch
- Manière, Marie Léonie (1826–1887), französische Lehrerin und Aktivistin
- Manieri, Raffaella (* 1986), italienische Fußballspielerin

### Manif
- Manificat, Maurice (* 1986), französischer Skilangläufer

### Manig
- Manig, Markus (* 1981), deutscher Schauspieler und Sprecher
- Manig, Wolfgang (* 1958), deutscher Diplomat
- Manigat, Leslie (1930–2014), haitianischer Politiker, Präsident von Haiti
- Manigat, Mirlande (* 1940), haitianische Politikerin und Politikwissenschaftlerin
- Manigat, Nesmy, haitianischer Ökonom, Technokrat und Bildungsexperte
- Manigault, Earl (1944–1998), US-amerikanischer Basketballspieler
- Manigault, Omarosa (* 1974), US-amerikanische Geschäftsfrau und AutorinOmarosa Manigault (* 1974)

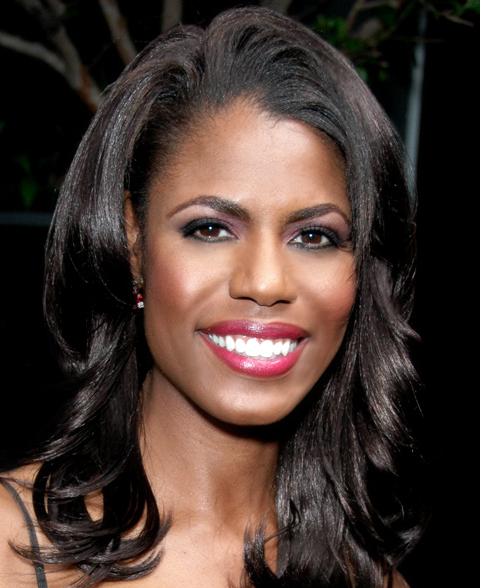
Omarosa Manigault (* 1974)

- Manigk, Alfred (1873–1942), deutscher Zivilrechtler und Hochschullehrer
- Manigk, Henriette (* 1968), deutsche Malerin
- Manigk, Oskar (* 1934), deutscher Maler
- Manigk, Otto (1902–1972), deutscher Maler
- Manigold, Julius (1873–1935), deutscher Komponist und Flötenvirtuose

### Manik
- Manik, Agustina Mardika (* 1995), indonesische Leichtathletin
- Manik, Marek (* 1985), slowakischer Squashspieler
- Maník, Mikuláš (* 1975), slowakischer Schachgroßmeister
- Manik, Okto Dorinus, indonesischer Diplomat
- Manikas, Dimitris (* 1938), griechisch-österreichischer Architekt
- Manikavasagam, Hari Chandra (1930–2022), malaysischer Leichtathlet
- Manikavasagam, Jegathesan (* 1943), malaysianischer Sprinter
- Manikkavasagar, indischer Lyriker
- Manikowsky, Cornelia (* 1961), deutsche Schriftstellerin
- Maniktala, Tanya (* 1997), indische SchauspielerinTanya Maniktala (* 1997)

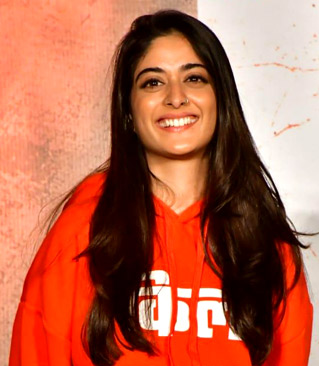
Tanya Maniktala (* 1997)

### Manil
- Manila, Ruby, Sängerin und Schauspielerin
- Manilius Fuscus, Tiberius, römischer Konsul
- Manilius, Gaius, römischer Tribun
- Manilius, Manius, römischer Politiker und Jurist
- Manilius, Marcus, römischer Dichter
- Manilius, Publius, römischer Senatskommissar 167 v. Chr.
- Manilius, Publius, römischer Konsul 120 v. Chr.
- Manilla, Manuel (1830–1895), mexikanischer Karikaturist
- Manillio (* 1987), Schweizer Rapper
- Manilow, Barry (* 1943), US-amerikanischer SängerBarry Manilow (* 1943)

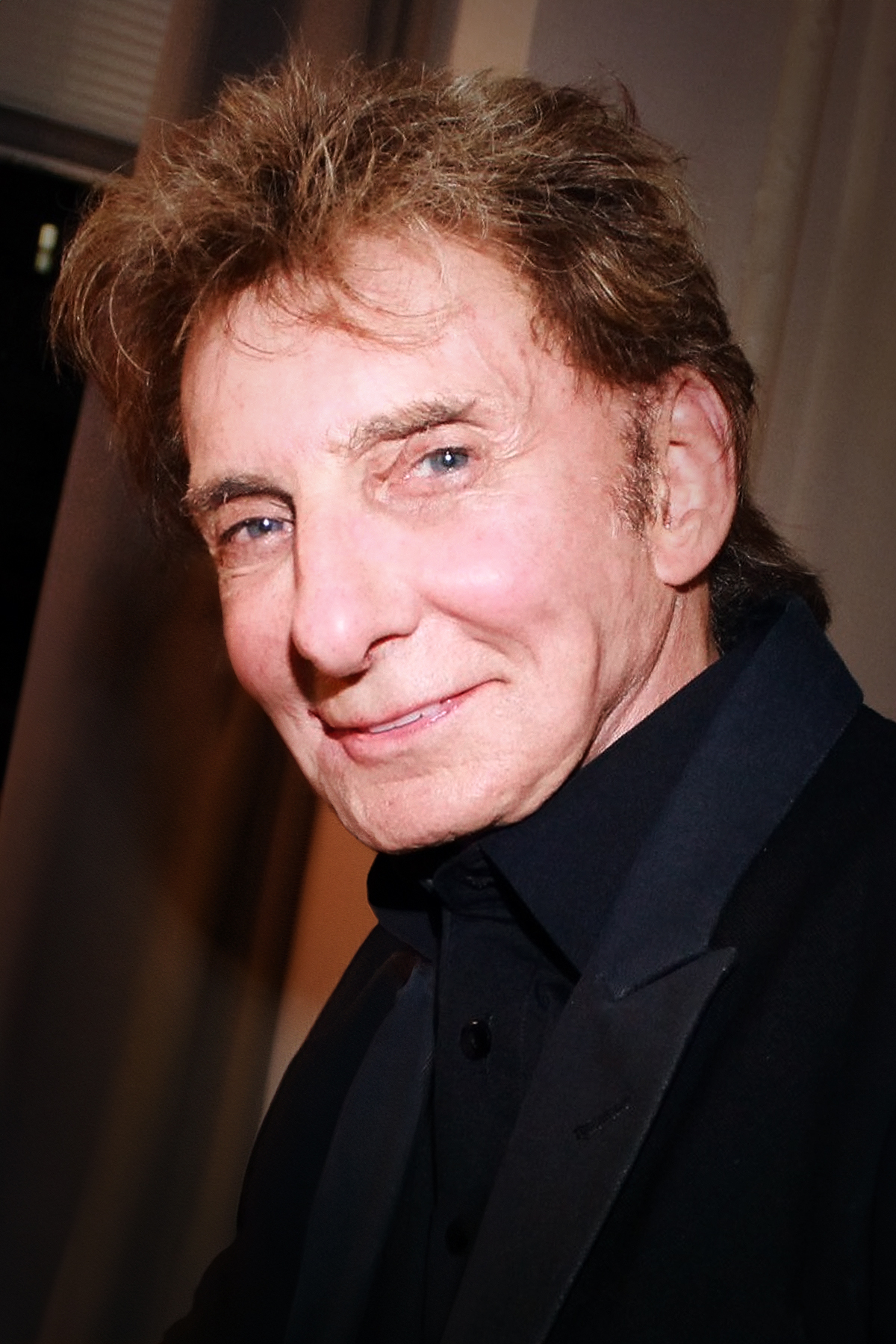
Barry Manilow (* 1943)

### Manin
- Manin, Bernard (1951–2024), französischer Politologe und Hochschullehrer
- Manin, Christophe (* 1966), französischer Radsportler
- Manin, Daniele (1804–1857), italienischer Advokat und Revolutionsführer
- Manin, Ludovico (1726–1802), letzter Doge der Republik Venedig (1789–1797)
- Manin, Yuri (1937–2023), russisch-deutscher Mathematiker und Direktor am Max-Planck-Institut für Mathematik in Bonn
- Manina, Tamara Iwanowna (* 1934), russisch-sowjetische Turnerin
- Maning, Frederick Edward (1812–1883), neuseeländischer Händler, Richter und Autor
- Maninger, Olaf (* 1964), deutscher Cellist
- Maninger, Stephan (* 1967), deutscher Politikwissenschaftler und Sachbuchautor
- Manini, Bianco, italienischer Filmproduzent
- Manini, Luigi (1848–1936), italienischer Architekt, Maler und Bühnenbildner
- Maninni (* 1997), italienischer Popsänger

### Manio
- Manion, Robert James (1881–1943), kanadischer Arzt und Politiker
- Maniora, Janine (* 1985), deutsche Ökonomin und Hochschullehrerin
- Manioru, Francis (* 1981), salomonischer Sprinter
- Manios, etruskischer oder römischer Goldschmied

### Maniq
- Manique, Pina (1733–1805), portugiesischer Jurist, Polizeipräfekt (Polizeipräsident) und Reichskanzler von Portugal
- Maniquis, Ethan, US-amerikanischer Filmeditor und Filmregisseur

### Manis
- Manis, Danilo (* 1981), brasilianischer Fußballschiedsrichterassistent
- Manisalı, Erol (1940–2022), türkischer Ökonom, Hochschullehrer und Autor
- Manisap, Joachim Phayao (1929–2007), thailändischer Geistlicher, Bischof von Nakhon Ratchasima
- Maniscalco, Claudio (* 1962), deutscher Sänger, Synchronsprecher und SchauspielerClaudio Maniscalco (* 1962)

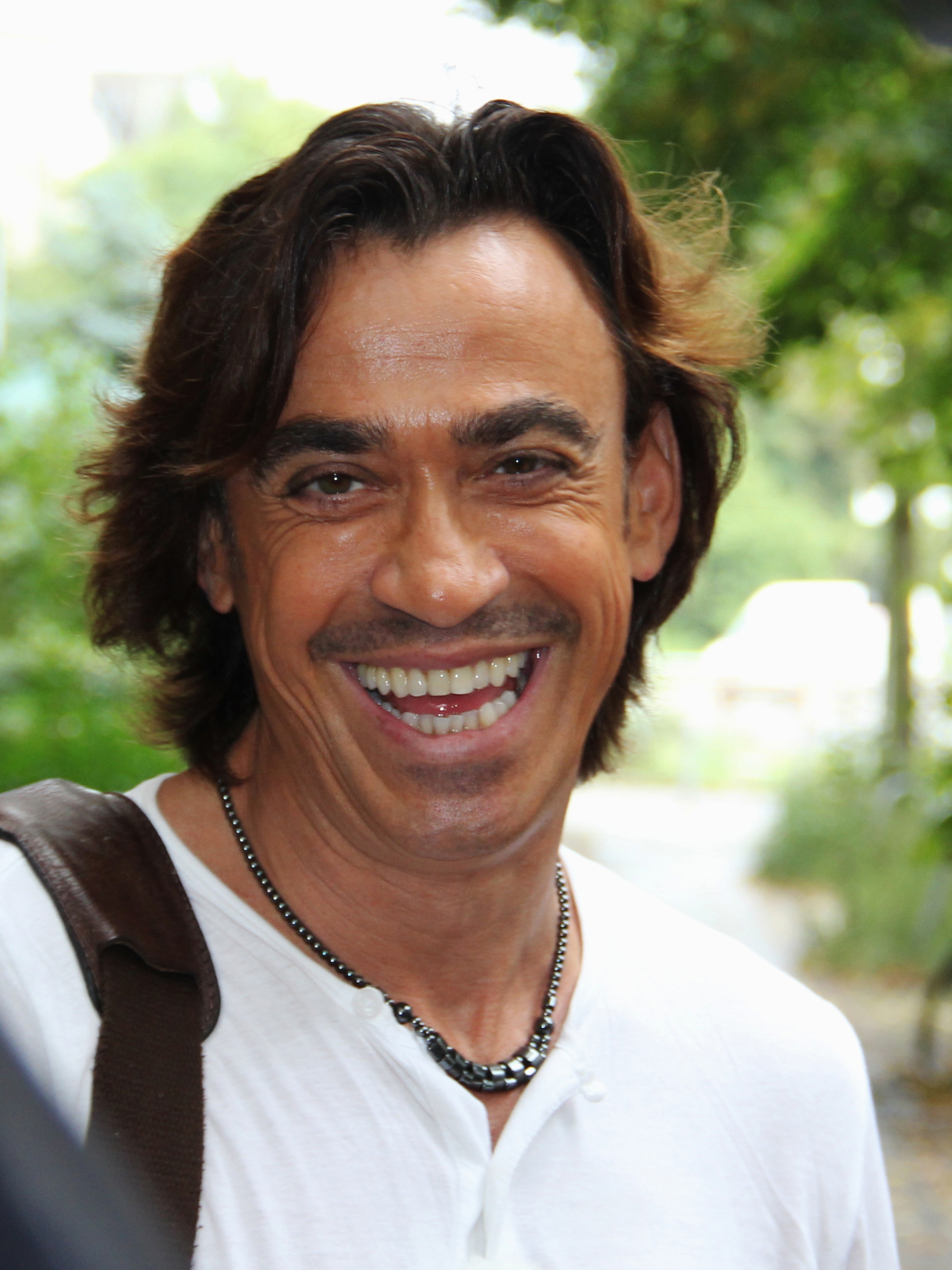
Claudio Maniscalco (* 1962)

- Maniscalco, Emanuele (* 1983), italienischer Jazzmusiker (Piano, Schlagzeug, Komposition)
- Maniscalco, Fabio (1965–2008), italienischer Archäologe
- Maniscalco, Giuseppe Maria (1783–1855), sizilianischer Ordensgeistlicher, Generalminister der Franziskaner-Observanten und Bischof von Caltagirone
- Maniser, Matwei Genrichowitsch (1891–1966), russisch-sowjetischer Bildhauer
- Maništušu, König von Akkad

### Manit
- Manit Noywech (* 1980), thailändischer Fußballspieler
- Manitius, Daniel Gotthilf (1668–1698), kurfürstlich-sächsischer Militärarzt und Mitglied der Leopoldina
- Manitius, Gustav (1880–1940), polnischer lutherischer Theologe
- Manitius, Heinrich August (1804–1883), deutscher Privatgelehrter
- Manitius, Karl (1899–1979), deutscher Historiker
- Manitius, Karl Gustav (1823–1904), lutherischer Theologe
- Manitius, Karl Heinrich August (1848–1921), deutscher Gymnasiallehrer, Altphilologe und Wissenschaftshistoriker
- Manitius, Max (1858–1933), deutscher Historiker
- Manito, Agustín, uruguayischer Fußballspieler
- Manitoba, Richard (* 1954), US-amerikanischer Musiker, Radiomoderator und Autor
- Manitski, Jaan (* 1942), estnischer Geschäftsmann und Politiker
- Manitta, Emanuele (* 1977), italienischer Fußballtorhüter
- Manitz, Ulrich (* 1972), deutscher Journalist und Medienmanager

### Maniu
- Maniu, Iuliu (1873–1953), rumänischer Politiker
- Maniūšis, Juozas (1910–1987), litauischer Politiker und Ministerpräsident

### Maniv
- Manivel, Laurent (* 1965), französischer Mathematiker

### Maniz
- Manizabayo, Eric (* 1997), ruandischer Radrennfahrer
- Manizha (* 1991), russische SängerinManizha (* 1991)

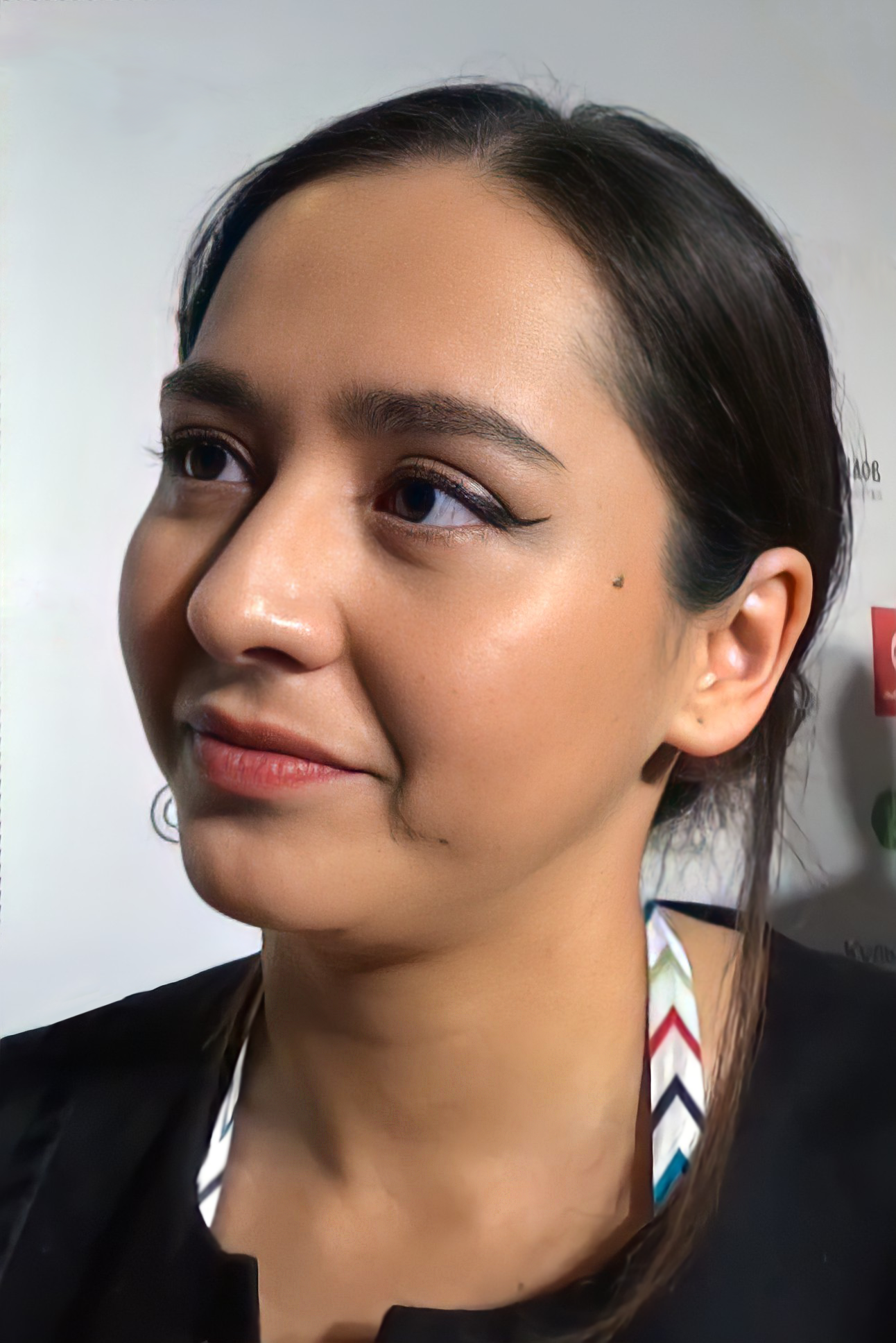
Manizha (* 1991)